# Phelline microcarpa
Phelline microcarpa är en tvåhjärtbladig växtart som beskrevs av Henri Ernest Baillon. Phelline microcarpa ingår i släktet Phelline och familjen Phellinaceae. Inga underarter finns listade i Catalogue of Life.